# Je reviens à toi (album)
Albums de Marc Lavoine
Je descends du singe
(2012) Adulte jamais
(2019)
Singles
1. Je reviens à toi
Sortie : 25 janvier 2018
2. Comme je t'aime
Sortie : 20 juillet 2018
3. Seul définitivement
Sortie : 21 janvier 2019
4. Ma papou
Sortie : 25 juin 2019

Je reviens à toi est le 12e album studio de Marc Lavoine sorti le 18 mai 2018 en France sur le label Barclay Records. Il est entièrement écrit par Marc Lavoine et composé par Fabrice Aboulker.
Pour marquer le début de la tournée française, une nouvelle version de l'album avec 3 titres bonus a été éditée. D'abord vendue uniquement sur les lieux de concert, elle est disponible partout depuis le 26 octobre 2018.

## Liste des titres
L'album est composé de 10 chansons :
Toutes les paroles sont écrites par Marc Lavoine, toute la musique est composée par Fabrice Aboulker.
| No  | Titre                                                             | Durée |
| --- | ----------------------------------------------------------------- | ----- |
| 1.  | 45 Tours                                                          | 3:40  |
| 2.  | Station Othoniel                                                  | 3:12  |
| 3.  | Elle est beau comme Rimbaud                                       | 3:26  |
| 4.  | Comme je t'aime                                                   | 3:29  |
| 5.  | Je reviens à toi                                                  | 3:34  |
| 6.  | Comment allez-vous ?                                              | 5:01  |
| 7.  | Seul définitivement                                               | 3:32  |
| 8.  | Le Temps perdu (avec Roman Lavoine)                               | 3:29  |
| 9.  | Je panique en douceur                                             | 3:20  |
| 10. | Un chagrin n'arrive jamais seul (Alléluia) (avec Benjamin Biolay) | 4:30  |

| 11. | Ma papou           | 3:09 |
| 12. | Si on se quittait  | 3:08 |
| 13. | Un homme comme toi | 2:54 |

## Classements et certifications
| Classement (2018-19)         | Meilleure position |
| ---------------------------- | ------------------ |
| Belgique (Wallonie Ultratop) | 1                  |
| France (SNEP)                | 2                  |
| France (SNEP Ventes)         | 1                  |
| Suisse (Schweizer Hitparade) | 16                 |
| Suisse (Charts Romandie)     | 1                  |

| Classement (2018)            | Position |
| ---------------------------- | -------- |
| Belgique (Wallonie Ultratop) | 33       |
| France (SNEP)                | 81       |

### Certifications
| Région | Certification | Ventes/Streams |
| --- | ------------- | -------------- |
| France (SNEP) | Or            | 50 000*        |
| *Ventes selon la certification ^Mise en rayon selon la certification xNon précisé par la certification ‡ventes/streaming selon la certification |               |                |